# Крушевня (Вармінсько-Мазурське воєводство)
Крушевня (пол. Kruszewnia, нім. Krausenhof) — село в Польщі, у гміні Моронґ Острудського повіту Вармінсько-Мазурського воєводства.
Населення — 190 осіб (2011).
У 1975-1998 роках село належало до Ольштинського воєводства.

## Демографія
Демографічна структура станом на 31 березня 2011 року:
|          | Загалом | Допрацездатний вік | Працездатний вік | Постпрацездатний вік |
| -------- | ------- | ------------------ | ---------------- | -------------------- |
| Чоловіки | 100     | 24                 | 69               | 7                    |
| Жінки    | 90      | 24                 | 53               | 13                   |
| Разом    | 190     | 48                 | 122              | 20                   |